# Dolby Atmos

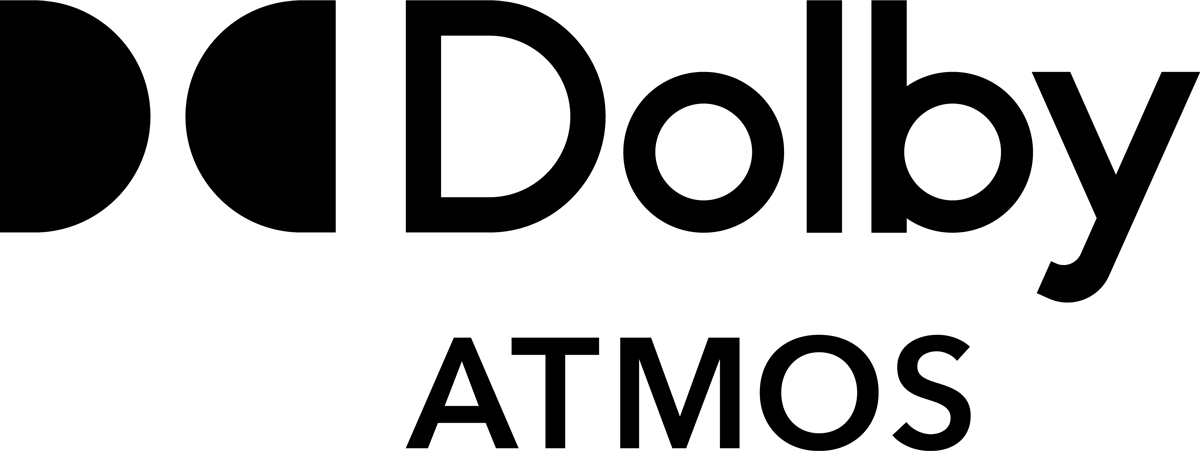
Logotipo do Dolby Atmos, Tecnologia da Dolby Laboratories

Dolby Atmos é uma tecnologia de som surround desenvolvida pela Dolby Laboratories. Ela expande os sistemas de som surround existentes adicionando canais de altura, permitindo que os sons sejam interpretados como objetos tridimensionais. Foi utilizada pela primeira vez no filme Brave, da Pixar. A primeira instalação estava no Teatro Dolby em Hollywood na Califórnia, para a estreia do filme Brave em junho de 2012. Ao longo de 2012, viu-se um lançamento de 30 instalações em todo o mundo, com o acréscimo de 300 novos locais em 2013. O formato permite um número ilimitado de faixas de áudio a serem distribuídos aos cinemas para renderização dinâmica ideal para alto-falantes com base nos recursos do teatro. Atualmente, essa tecnologia está mais presente principalmente em aplicativos de streaming de filmes, séries e músicas. Em 2021, a Apple adaptou o Dolby Atmos em seu serviço de streaming musical, o Apple Music.